# Ёжик из метта

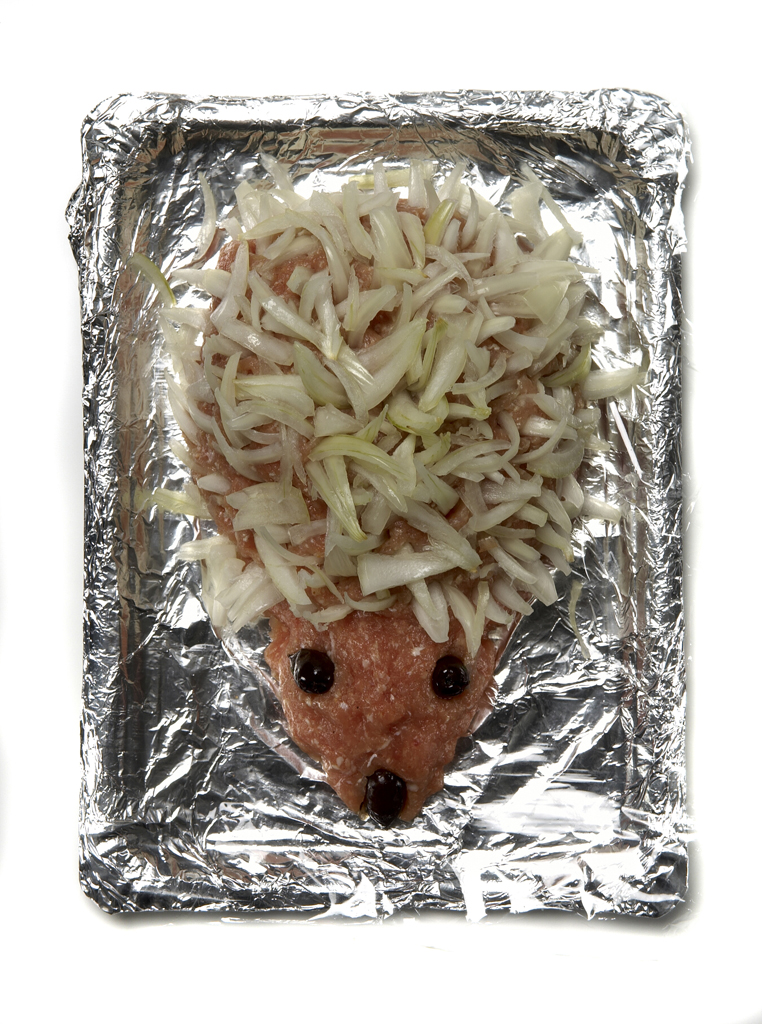
Ёжик из метта с луковыми иголками

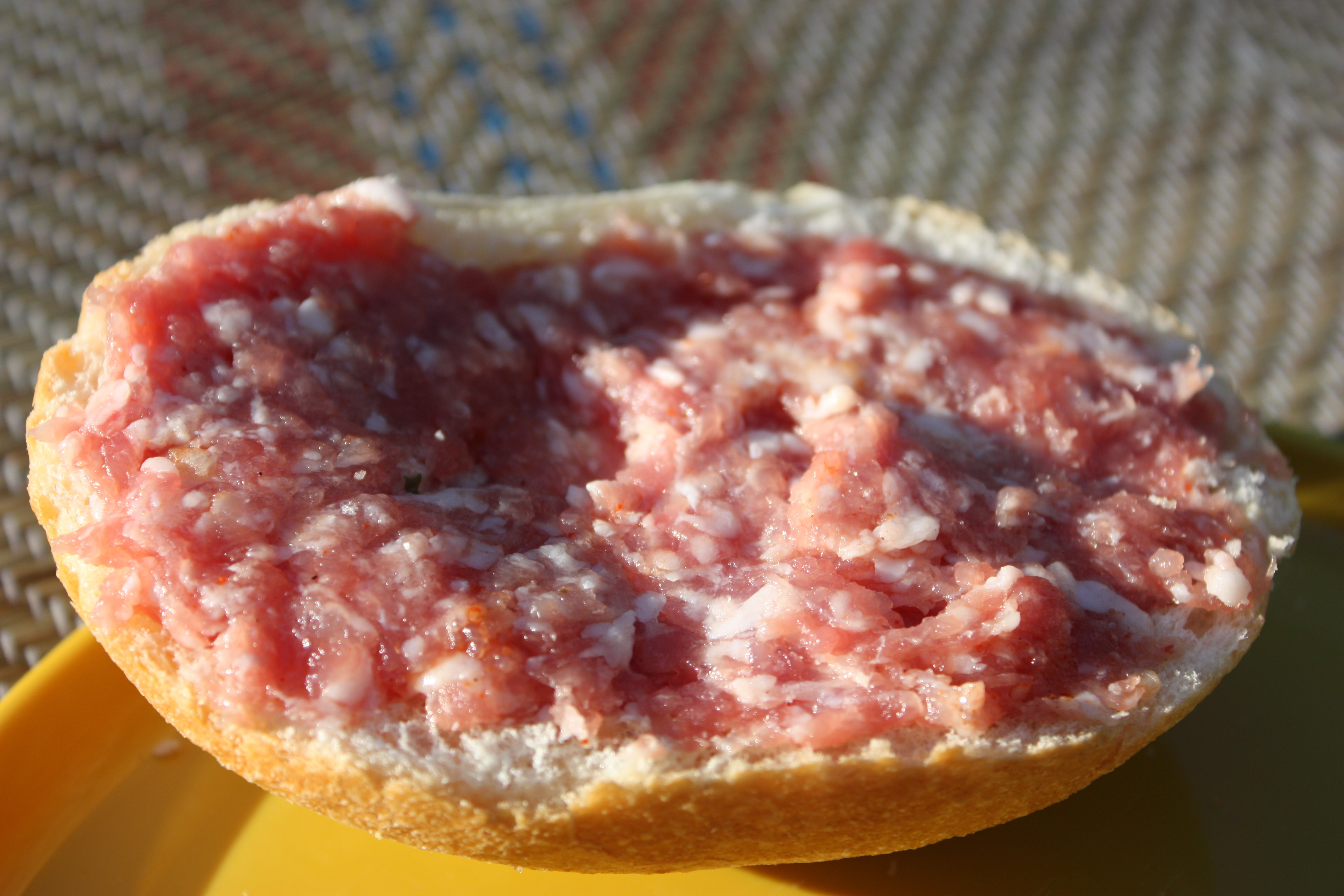
Бутерброд с меттом на половинке белой булочки

Ёжик из метта (нем. Mettigel) — традиционная холодная закуска на фуршетах в Германии, наряду с яйцом-мухомором, помидором-мухомором и сырным ёжиком особо популярная в 1950—1970-х годах и поныне. Представляет собой метт — любимый немцами сырой свиной фарш с репчатым луком и приправами, оформленный на блюде на подушке из листьев зелёного салата и колечек репчатого лука горкой в виде ёжика с иголками из перьев репчатого лука или солёных палочек и глазами и носиком из оливок. Иногда ёжику ещё приделывают ушки из ломтиков маринованного огурца. Иногда из метта вылепливают свинку (нем. Mettschweinchen). Метт, как паштет, намазывают на бутерброд — половинку белой булки или серый хлеб с маслом. По нормам германского пищевого законодательства метт можно употреблять в пищу только в день его приготовления.
Оформление горячих блюд в форме ёжика (фр. en herisson) известно ещё с XIX века. У Вильгельма Гейнзе встречается сравнение нашпигованной айвы с ёжиком. По мнению штутгартского шеф-повара Винсента Клинка, значительный вклад в популяризацию ёжика из метта внёс первый телевизионный шеф-повар Клеменс Вильменрод, но в кулинарных книгах как самого Вильменрода, так и других кулинарных изданиях 1960—1980-х годов рецепт ёжика из метта не обнаруживается. Тем не менее, существует вариант мясного рубленого рулета «фальшивый заяц» под вильменродовским названием «ёжик из метта по-гавайски», который оформляют ломтиками ананаса и солёными палочками. В романе «Лягушачий концерт» Эриха Лёста, опубликованном в 1987 году, в описании буфета с холодными закусками наряду с лососем и форелью, вальдорфским салатом, нарезкой жаркого и сыра, яйцами с чёрной икрой и ветчинными рулетиками фигурирует горка метта в форме ёжика. Ёжик из метта выступал в качестве реквизита в нескольких телевизионных программах, в том числе в «Шоу 70-х» Хапе Керкелинга.
Потребление сырого мяса, в особенности рубленого, несёт опасность заражения патогенными бактериями, в частности иерсиниями, сальмонеллами, кишечной палочкой и кампилобактериями, листериями, а также паразитами и вирусами. Метт рекомендуется потреблять только в день его приготовления. По данным исследования иерсиниозов среди детей до пяти лет, проведённого Федеральным институтом оценки рисков и Институтом Роберта Коха в 2012 году, около 30 % заболевших ели накануне метт. Немцы приучаются к метту с раннего детства, чем и объясняется популярность блюда в Германии. В современной Германии веганского ёжика из метта готовят без мяса из рисовых хлебцев, лука и томатной пасты.